# (10363) 1994 UP11
1994 يو بي 11 (ويعرف أيضًا باسم (10363) 1994 يو بي 11 وفق تسمية الكوكب الصغير) (بالإنجليزية: 1994 UP11)‏ هو كويكب ضمن حزام الكويكبات؛ وترتيبه 10363 من حيث الاكتشاف.
اكتُشف هذا الجُرم الفلكي بواسطة Palomar Planet-Crossing Asteroid Survey ‏ في 31 أكتوبر 1994.

## وصلات خارجية
- (10363) 1994 UP11 في قاعدة بيانات مختبر الدفع النفاث لأجرام النظام الشمسي الصغيرة

- الاكتشاف · مخطط المدار ·  العناصر المدارية · المعلمات المادية

- (10363) 1994 UP11 على موقع ويكي سكاي: DSS2, SDSS, GALEX, IRAS, Hydrogen α, X-Ray, Astrophoto, Sky Map, Articles and images